# Ramida Jiranorraphat
Ramida Jiranorraphat (รมิดา จีรนรภัทร, spesso traslitterato come Ramida Jeeranarapat), nota anche con lo pseudonimo di Jane (Bangkok, 19 giugno 1999), è un'attrice thailandese, di origini taiwanesi.

## Biografia
Ha frequentato la scuola Sarasas Witaed Bangbon, mentre attualmente sta proseguendo gli studi alla Facoltà di Arti e Comunicazioni dell'Università di Bangkok.
Nel 2014 è arrivata seconda al concorso Miss Teen Thailand, mentre dall'anno successivo ha intrapreso al carriera da attrice; tra i ruoli per cui è più conosciuta vi sono Khanom Ping in Med in Love, Peach in My Dear Loser - Rak mai aothan e Fah in Kun mae wai sai: The Series.

## Filmografia

### Cinema
- Wo de xue ke nan shen, regia di Zhao Chang (2017)

### Televisione
- Love Sick: The Series - Rak wun wai run saep - serie TV (2015)
- The School - Rong rian puan - Kuan nak rian saep - serie TV, 10 episodi (2015)
- Room Alone - serie TV (2015-2016)
- Part Time: The Series - Wai kla fan - serie TV, 26 episodi (2016)
- Lovey Dovey - serie TV (2016)
- U-Prince Series - serie TV (2016-2017)
- Med in Love - serie TV, 8 episodi (2017)
- My Dear Loser - Rak mai aothan - serie TV, 9 episodi (2017)
- Kun mae wai sai: The Series - serie TV, 8 episodi (2017)
- The Gifted - Nak rian phalang kif - serie TV (2018)

## Programmi televisivi
- #TEAMGIRL (GMM 25, 2018)[2]

## Discografia

### Singoli
- 2017 - Leuak tee ja rak
- 2019 - "Chak cha (Eurng euey)"
- 2020 - "Palian ka nan pen fan dai mai"